# Lobulo paracentrale
La parte più centrale della circonvoluzione frontale superiore è distinta come lobulo paracentrale, che si trova sulla faccia mediale di entrambi gli emisferi cerebrali. È adiacente alla circonvoluzione precentrale e alla circonvoluzione postcentrale sui lati.